# Dmitriy Lankin
Dmitriy Lankin est un gymnaste artistique russe, né en Russie le 17 avril 1997.

## Biographie
Il remporte la médaille d'argent de l'exercice du sol aux Championnats d'Europe de gymnastique artistique 2017 à Cluj-Napoca.

## Palmarès

### Championnats du monde
- Doha 2018
  -  médaille d'argent au concours par équipes

### Championnats d'Europe
- Szczecin 2019
  -  médaille de bronze au sol
- Glasgow 2018
  -  médaille d'or au concours par équipes
  -  médaille de bronze au sol
- Cluj-Napoca 2017
  -  médaille d'argent au sol

### Jeux européens
- Minsk 2019
  -  médaille d'argent au saut de cheval